# Josef Štefan Kubín

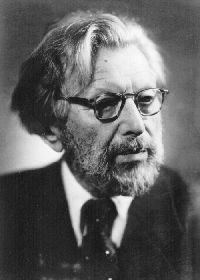
Josef Štefan Kubín

Josef Štefan Kubín (* 7. Oktober 1864 in Jitschin, Königgrätzer Kreis; †  25. November 1965 in Prag) war ein tschechischer Ethnograph und Schriftsteller.

## Leben
Nach dem Abitur studierte er Philosophie. Danach war er als Lehrer tätig. Von 1902 in Jičín, anschließend zwei Jahre in Mladá Boleslav und bis 1925 in Prag. Er beschäftigte sich mit dem Studium des Volksschrifttums, vornehmlich Märchen, die er als Sammlungen herausgab. In Deutschland erschien von ihm Als die Welt voll Teufel war. Märchen aus dem Riesengebirge und aus Böhmen. Zudem erforschte er Anfang des 20. Jahrhunderts die Geschichte Böhmischen Winkels, der vormals zur böhmischen Herrschaft Nachod und ab 1477 zur Herrschaft Hummel im Westen der ehemaligen Grafschaft Glatz gehörte.

## Werke (Auswahl)
- České Kladsko: Nástin lidopisný. Ill. část sest. J. F. Svoboda, Praha 1926.
- České emigrantské osady v pruském Slezsku. Čechové Štrálští. [Titel übersetzt: Tschechische Emigrantensiedlungen in Preußisch-Schlesien. Die Tschechen von Strehlen], Prag 1931.[1]